# Los Angeles Rams 1955
La stagione 1955 dei Los Angeles Rams è stata la 18ª della franchigia nella National Football League e la decima a Los Angeles Con un record di 8-3-1 la squadra vinse la Western Conference si qualificò per la finale, dove fu sconfitta dai Cleveland Browns. I Rams non avrebbero più fatto ritorno in finale fino al Super Bowl XIV nel 1980.

## Calendario

### Stagione regolare
| Stagione regolare |                        |           |        |
| Turno             | Avversario             | Risultato | Record |
| 1                 | at San Francisco 49ers | V 23–14   | 1–0    |
| 2                 | Pittsburgh Steelers    | V 27–26   | 2–0    |
| 3                 | at Detroit Lions       | V 17–10   | 3–0    |
| 4                 | at Green Bay Packers   | S 30–28   | 3–1    |
| 5                 | Detroit Lions          | V 24–13   | 4–1    |
| 6                 | Chicago Bears          | S 31–20   | 4–2    |
| 7                 | San Francisco 49ers    | V 27–14   | 5–2    |
| 8                 | at Chicago Bears       | S 24–3    | 5–3    |
| 9                 | at Baltimore Colts     | P 17–17   | 5–3–1  |
| 10                | at Philadelphia Eagles | V 23–21   | 6–3–1  |
| 11                | Baltimore Colts        | V 20–14   | 7–3–1  |
| 12                | Green Bay Packers      | V 31–17   | 8–3–1  |

### Playoff
| Playoff |                   |                  |           |                               |          |
| Turno   | Data              | Avversario       | Risultato | Stadio                        | Pubblico |
| Finale  | December 26, 1955 | Cleveland Browns | S 38–14   | Los Angeles Memorial Coliseum | 87.695   |

## Classifiche
| NFL Western Conference |   |   |   |      |       |     |     |     |
|                        | V | S | P | %    | CONF  | PF  | PS  | STR |
| Los Angeles Rams       | 8 | 3 | 1 | .727 | 6–3–1 | 260 | 231 | V3  |
| Chicago Bears          | 8 | 4 | 0 | .667 | 7–3   | 294 | 251 | V2  |
| Green Bay Packers      | 6 | 6 | 0 | .500 | 5–5   | 258 | 276 | S1  |
| Baltimore Colts        | 5 | 6 | 1 | .455 | 5–4–1 | 214 | 239 | S2  |
| San Francisco 49ers    | 4 | 8 | 0 | .333 | 4–6   | 216 | 298 | V1  |
| Detroit Lions          | 3 | 9 | 0 | .250 | 2–8   | 230 | 275 | S2  |

Nota: I pareggi non venivano conteggiati ai fini della classifica fino al 1972.